# 菲氏突吻麗魚
菲氏突吻麗魚，為輻鰭魚綱鱸形目隆頭魚亞目慈鯛科的其中一種。

## 分布
本魚分布非洲馬拉威湖。

## 特徵
本魚雄魚體色為藍灰色，有深色直條紋，尾鰭具有卵斑。雌魚體色為淺金褐色，身上具有橘色斑點。最顯著的特徵是本魚有倒鉤的上唇。體長可達30公分。

## 生態
本魚棲息在湖泊的岩石區，屬雜食性，具有領域性，以其倒鉤的上唇覓食，以甲殼類、藻類、蠕蟲等為食。

## 經濟利用
可作為食用魚，另可做觀賞魚。